# Barla
Pour les articles homonymes, voir Barla (homonymie).
Barla est une commune rurale située dans le département de Didyr de la province de Sanguié dans la région du Centre-Ouest au Burkina Faso.

## Géographie
Situé à 21 km au nord de Didyr, Barla est divisé en trois quartiers : Barla, Sirius et Talo.